# دیفوتیدین
دیفوتیدین (به انگلیسی: Diffutidin) با فرمول شیمیایی C۱۷H۱۸O۵ یک ترکیب شیمیایی با شناسه پاب‌کم ۴۴۲۵۷۱۹۴ است. که جرم مولی آن ۳۰۲٫۳۲ g/mol می‌باشد. 